# Gyudon
Gyudon (牛丼), ook wel gyumeshi, is een Japans gerecht dat bestaat uit een kom met rijst, met gestoofd rundvlees en uien in een milde zoete saus op smaak gebracht 

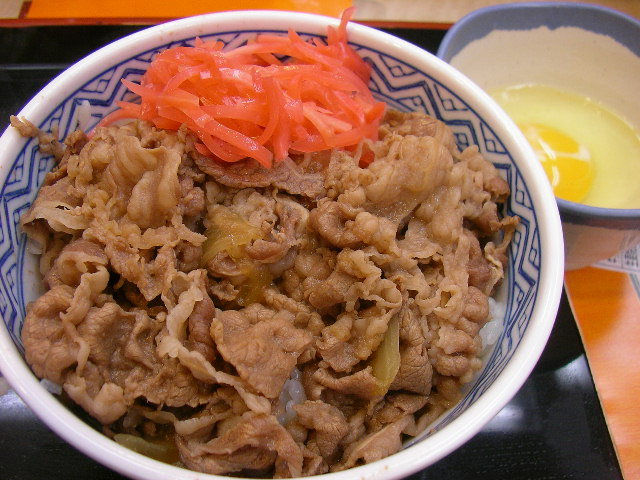
Een kom gyudon.

met bouillon (dashi), sojasaus en zoete rijstwijn (mirin). Het gerecht wordt ook wel geserveerd met toppings als rauwe of zacht gepocheerde eieren, stengelui (negi), geraspte kaas of kimchi.
De naam is ontstaan uit gyū (rundvlees) en don, een afkorting van donburi, de naam voor een grote kom rijst met groenten, vlees of iets dergelijks.
Het gerecht is populair in Japan en staat in veel restaurants op het menu. Het wordt vaak gegeten met ingemaakte gember (beni shōga), gemalen chilipeper (shichimi) en als bijgerecht misosoep.

## Galerij

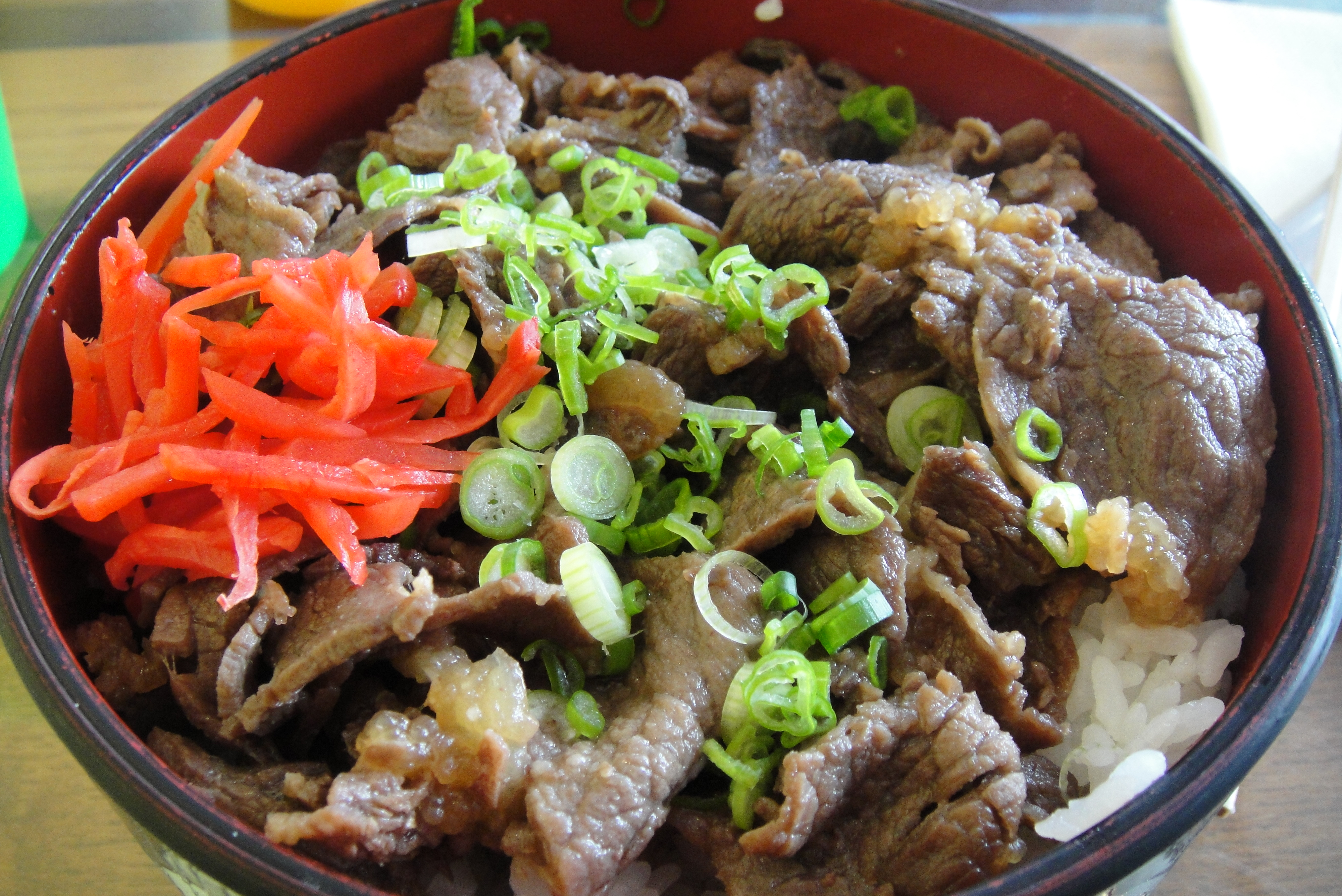
Een kom gyudon
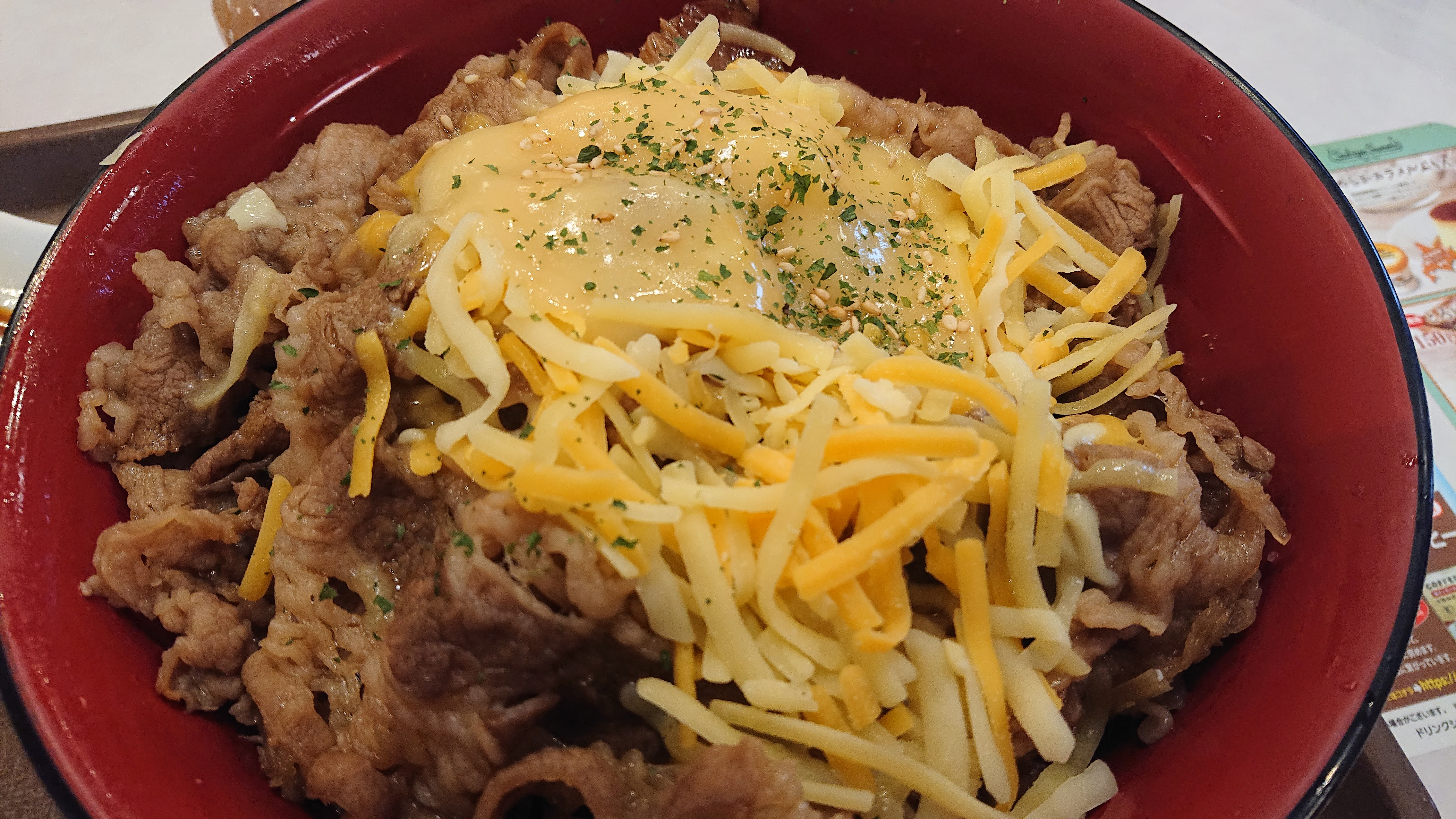
Gyudon met gember en kaas
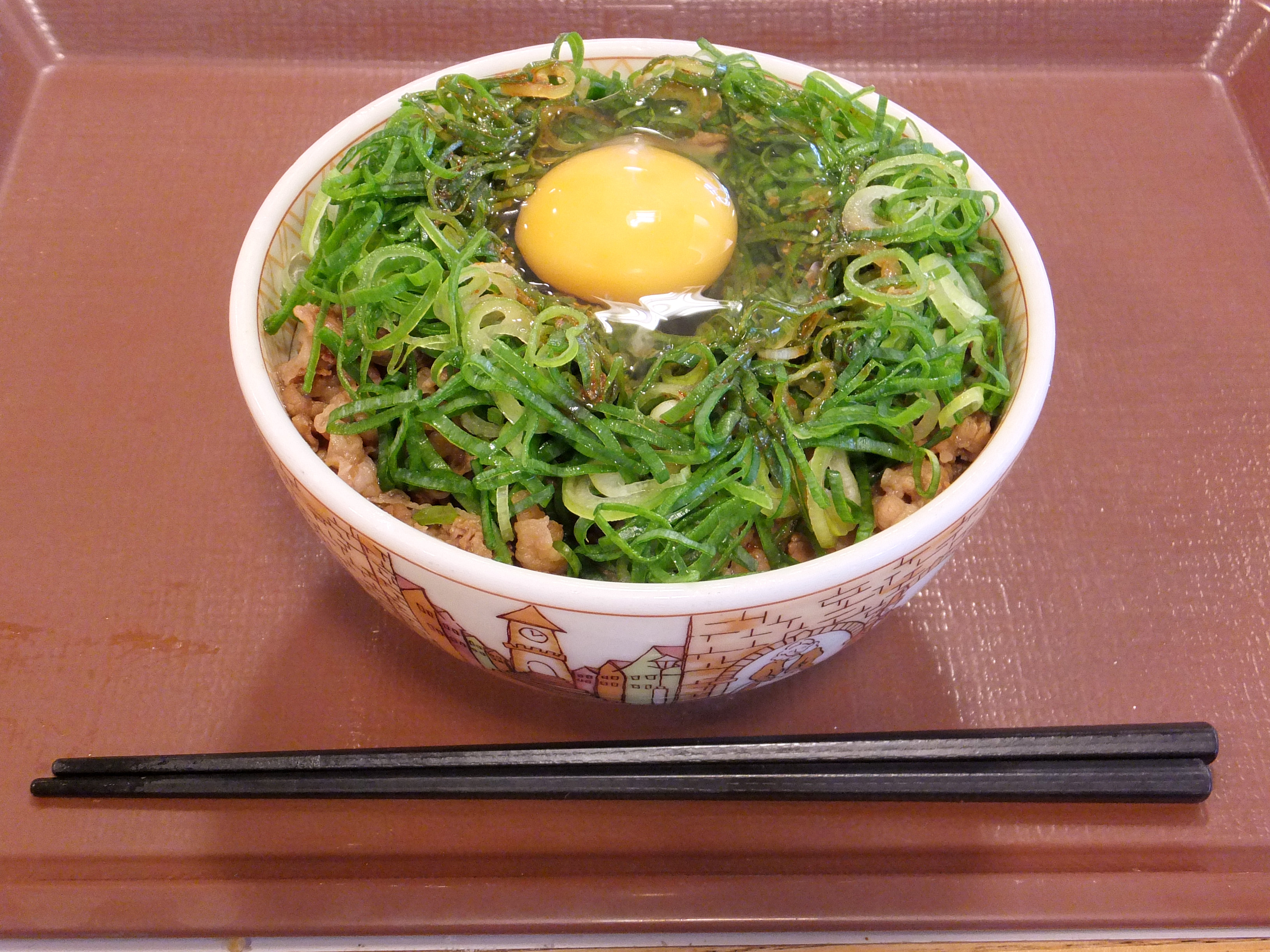
Gyudon met negi en een rauw ei